# 良村镇 (兴国县)
良村镇，是中华人民共和国江西省赣州市兴国县下辖的一个乡镇级行政单位。

## 行政区划
良村镇下辖以下地区：
良村、亩元村、前村、西岭村、上迳村、岭下村、厚村、群山村、红星村、雄岗村、中洲村、约口村、约溪村、蕉坑村和龙升村。